# Проспект Победы (Гомель)
Проспект Побе́ды — улица в центре города Гомеля. Бывшая улица Победы. Переименована 21 мая 2013 года. Протяжённость — около 1000 метров. Расположена в Центральном и Железнодорожном районах. Начинается от площади Восстания и заканчивается у Привокзальной площади. Историческое название — Почтовая. Нынешнее название получила в 1957 году в честь победы в Великой Отечественной войне.

## Пересекает улицы
- Площадь Победы
- Ветковскую
- Кирова

## На улице расположены
- Администрация Железнодорожного района
- Белорусский государственный университет транспорта